# オオバコエンドロ
オオバコエンドロ（学名：Eryngium foetidum）は、セリ科ヒゴタイサイコ属の熱帯多年草。クラントロー (/kuːˈlɑːntroʊ/ or /kuːˈlæntroʊ/), 、リカオ（プエルト・リコ西語：recao）、シャドー・ベニー（仏語：chardon béni）、メキシカンコリアンダー、バンダニア、ノコギリコリアンダー、ンゴガイ、パクチーファランなどと呼ばれることもある。メキシコ、カリブ海地域、中南米が原産であるが、世界中で栽培されており、主に熱帯地方では多年草として、温帯地方では一年草として栽培されることもある。
アメリカでは、コリアンダー（Coriandrum sativum、セリ科だが別属）の葉の通称であるコリアンダーと混同されることがあるが、オオバコエンドロの方が味が濃いと言われている。

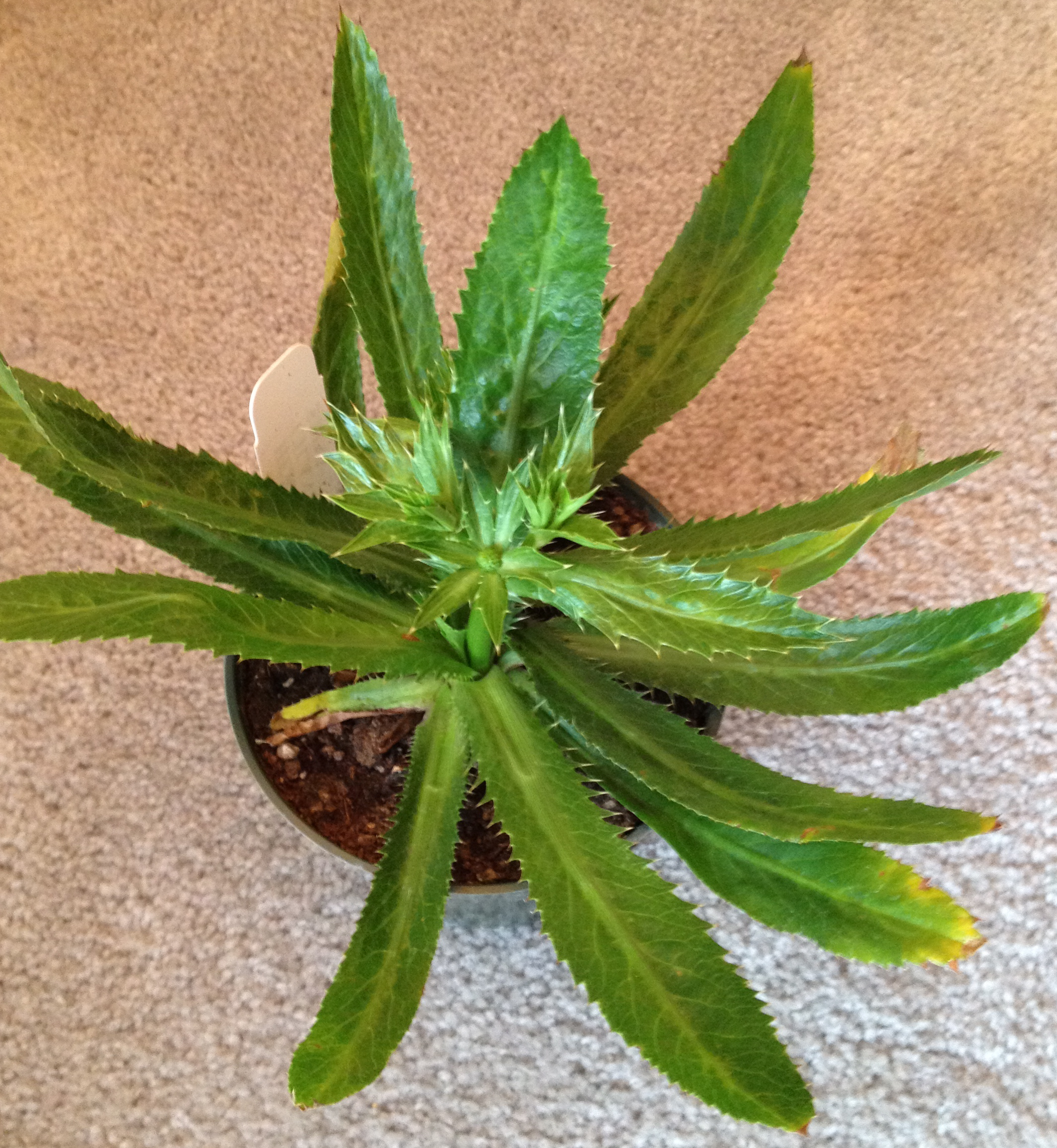
Eryngium foetidum foliage

## 料理
オオバコエンドロはカリブ海、特にキューバ、ドミニカ共和国、プエルトリコ、トリニダード・トバゴ、パナマ、コスタリカ、ガイアナ、スリナム、エクアドル、ペルーのアマゾン地域で調味料、マリネ、飾り付けに広く使用されている。また、カンボジア、タイ、インド、ベトナム、ラオス、ミャンマー、中国南西部などの熱帯アジアでも、料理用ハーブとして広く使われている。コリアンダーの葉の代わりとして用いられることもあるが、より強い味を持っている。コリアンダーとは異なり、乾燥に強く、色や香りが良いため、乾燥ハーブとして重宝される。
アメリカではフロリダ州、ジョージア州、ハワイ州、プエルトリコ、ヴァージン諸島に自生している。

## 伝統医療
オオバコエンドロは熱帯地方の伝統的な医学において、火傷、嘔吐、下痢、耳痛、頭痛、発熱、高血圧、便秘、発作、喘息、腹痛、関節炎、不妊の合併症、ヘビやサソリの毒、下痢、マラリアに使用されている。また、オオバコエンドロから作られる精油には、薬理学的調査により、駆虫、抗炎症、鎮痛、抗痙攣、抗発癌、抗糖尿病、抗菌作用が証明されたと主張する研究がある。
オオバコエンドロはE. antihystericumとも呼ばれる。antihystericumという固有名は、この植物が伝統的にてんかんのために使用されてきたことを反映している。人の精神を落ち着かせ、てんかんの発作を防ぐと言われていることから、spiritweedやfitweedといった別名もある。この植物の抗けいれん作用は科学的に研究されている。 葉の煎じ薬は、ラットでの研究において抗炎症作用と鎮痛作用を示した。
エリンギアル(E-2-dodecenal)はオオバコエンドロから単離された化合物である。ジャマイカのモナにある西インド諸島大学では、ヒトのストロングロイデス・ステルコラリス感染症（糞線虫症）の治療法としてエリンギアルを使用することを研究している。